# Hissop (Alabama)
Hissop es un lugar designado por el censo ubicado en el condado de Coosa en el estado estadounidense de Alabama. En el año 2010 tenía una población de 658 habitantes.

## Geografía
Hissop se encuentra ubicado en las coordenadas 32°53′32″N 86°9′12″O / 32.89222, -86.15333.